# Osteopilus brunneus
Osteopilus brunneus är en groddjursart som först beskrevs av Gosse 1851.  Osteopilus brunneus ingår i släktet Osteopilus och familjen lövgrodor. Inga underarter finns listade i Catalogue of Life.